# Camille Corot
Esta página es sobre el pintor francés Camille Corot. Para el observatorio espacial francés, ver Corot (misión).
Jean-Baptiste-Camille Corot (París, 16 de julio de 1796-París, 22 de febrero de 1875) fue un paisajista y retratista francés, además de grabador al aguafuerte, que cultivó tanto el retrato como el género del paisaje en el que destacó especialmente, con influencia en el impresionismo. 

"Un buen consomé, un buen vino, la buena música, las caras bonitas han sido mis únicas aficiones." (J.-B.-C. Corot)

## Biografía
Jean-Baptiste Camille Corot nació en París, en una casa desde la que se tenía una perspectiva del palacio de las Tullerías, el Sena y El Louvre. De familia acaudalada, Corot recibió una educación burguesa  y realizó sus estudios secundarios en la ciudad gótica y normanda de Ruan, entre 1807 y 1812, tales estudios le marcaron definitivamente. Allí vivía con un amigo llamado Sennegon, lector de Jean-Jacques Rousseau y próximo a las ideas ilustradas, de quien adquirió el gusto por la naturaleza. Continuó su formación en Poissy y al concluirla, manifestó su deseo de ser pintor, pero su padre se opuso a ello y lo empleó como aprendiz en el negocio familiar. Camille, sin embargo, dedicó casi toda su jornada laboral a dibujar, por lo que la familia terminó por aceptar su vocación y financió su formación artística.

### Etapa de aprendizaje
Corot ingresó en el estudio de Achille-Etna Michallon, reputado paisajista, de quien aprendió a «observar con exactitud y ser verdadero al reproducir la naturaleza». Pero su temprana muerte le condujo en 1822 al estudio de Jean-Victor Bertin, otro paisajista que le aportó destreza en los principios de composición clásicos que caracterizan los paisajes sosegados y bien estructurados que pintó en Italia entre 1825 y 1828. Ejemplos de esta etapa son Forum (1826; Louvre) y El puente de Narni (1827; Ottawa, Galería Nacional de Canadá).
Por entonces, Corot muestra ya la frescura de ejecución y la fidelidad al motivo contemplado y esbozado al aire libre («plein air») que lo convertirán en referencia inexcusable de los impresionistas.

### Viajes a Italia
En su primer y más largo viaje a Italia, entre 1822 y 1825, descubre fascinado los efectos de la rotunda luz meridional en Roma y su campiña y, más aún, en Tívoli y alrededores de Nápoles. Los temas pintados en Italia son, con frecuencia, los restos de monumentos de la Antigüedad romana, tantas veces pintados por artistas de toda Europa que acudían a Roma a completar su formación, pero mientras otros pintores repetían los modelos poéticos del clasicismo académico, Corot los pintó tal como los veía, como volúmenes que, sin perder su significación histórica, variaban según incidiera sobre ellos la luz.
La luz italiana le enseñaría otra de sus aportaciones fundamentales al lenguaje pictórico de la modernidad: «El dibujo —decía Corot— es lo primero que hay que buscar. Seguidamente, los valores cromáticos. Estos son los puntos de apoyo. Después el color y, finalmente, la ejecución».
En Francia, Corot prefería las horas de amanecer y el crepúsculo, cuando la luz se difumina, para salir al campo a pintar con esto ha logrado atmósferas intimistas y recoletas dadas por el juego de sombras, matices apastelados y la variedad de reflejos mórbidos que aporta la luz solar en su amanecer o en su ocaso. Pero en Italia aprendió que el color pasaba así a ser un factor relativo, cuyo papel en la tela dependía de los demás tonos que lo rodeaban. Con ello no solo estaba avanzando un principio esencial del lenguaje impresionista, sino del de toda la pintura moderna. Con todo no le falto un cierto toque de romanticismo que se refleja en cierta tonalidad algo melancólica o nostálgica.

### Regreso a Francia

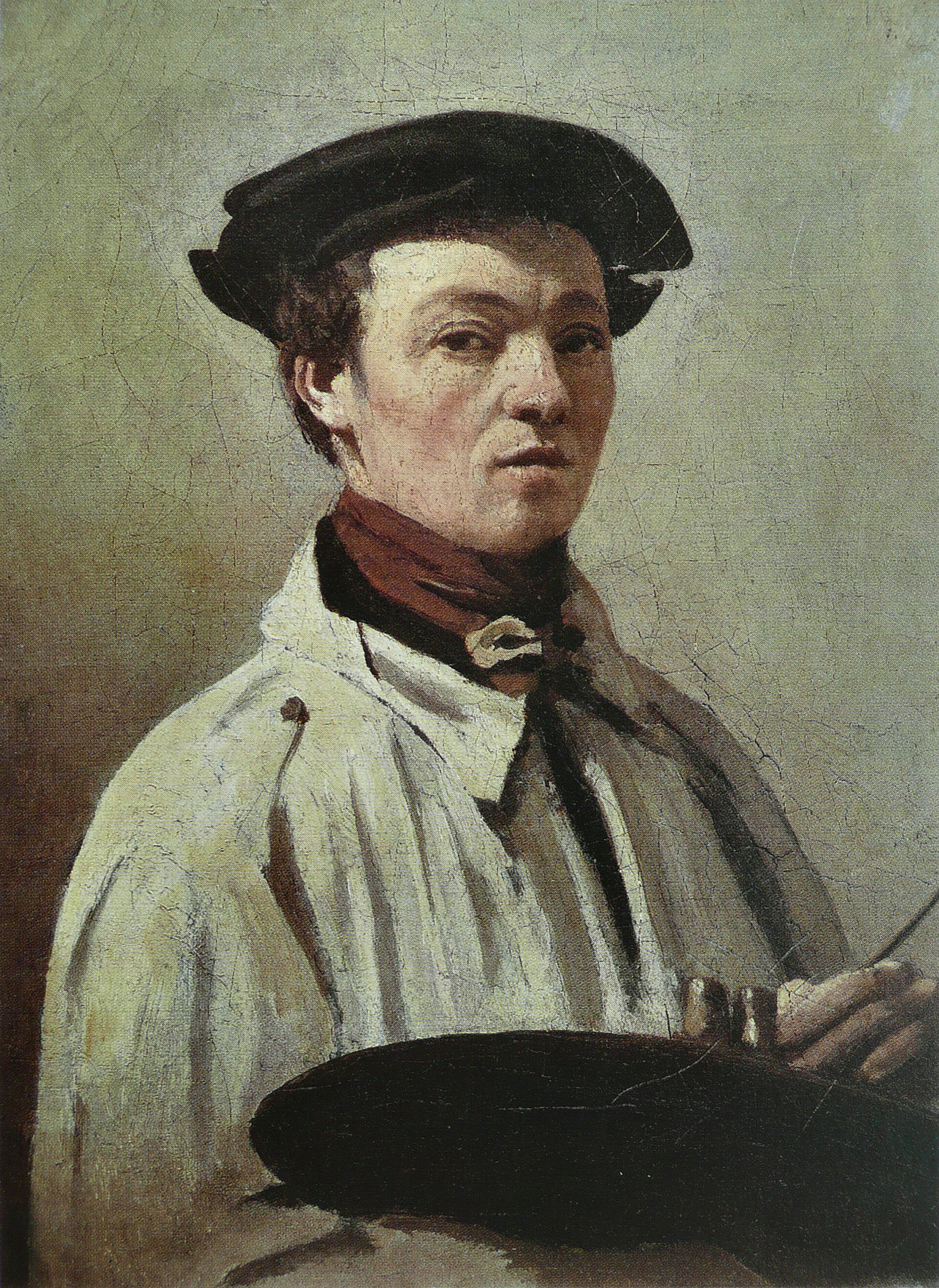
Autorretrato

De vuelta a Francia, vive en París y Ville d'Avray, pero viaja constantemente por todo el país en busca de nuevos paisajes, existencia itinerante que mantuvo toda su vida. En 1827 envía al Salón de París su obra El puente de Narni y desde entonces expone todos los años. Sus exposiciones en este salón le harían acreedor de las medallas de segunda clase en 1833 y 1849, así como a ser elegido miembro del jurado en 1848, 1849, 1864 y 1870. Además de la exitosa exposición en el Salón de 1860.
En 1830 la Revolución de Julio le sorprende en Chartres, donde pinta la fachada occidental de la catedral de una manera insólita en su tiempo: su singular obra ha alcanzado ya la madurez, y alterna los paisajes bucólicos, de tradición clásica, con vistas fragmentarias y carentes de contenido narrativo, que solo admiten comparación con los paisajistas ingleses como Constable.
En sus viajes por Francia, frecuenta el bosque de Fontainebleau, donde traba contacto con Charles-François Daubigny, Théodore Rousseau y los paisajistas de la Escuela de Barbizon, empeñados también en la renovación del género en la pintura francesa.
Todavía irá dos veces más a Italia —en 1834 y 1843—, donde reafirma la importancia que siempre le dio a la representación del volumen en el cuadro a través de la yuxtaposición de tonos diferentes.
En 1844 recibió el encargo de un Bautismo de Cristo para San Nicolás de Chardonnet, en París.
Sin embargo, su obra aún pasa desapercibida: no provoca grandes polémicas pero tampoco obtiene el favor del público y del mercado. Críticos como Charles Baudelaire y Castagnary elogian sus envíos al Salón, pero no acaba de calar en el gusto del público.

### Consolidación artística
"Lo único que importa es ver primero las grandes masas, y verlas con los ojos medio cerrados. -Bueno, ¿y después, cuando quiere ver los detalles? -Entonces los cierro bien." (C. Corot)

Durante estos años, Corot continúa ahondando en la consolidación de su estilo. Para ello, será importante su amistad con Constant Dutilleux, un pintor, grabador y editor de Arras al que conoce en 1847 y que le introdujo en el campo del grabado y le enseñó la técnica del cliché-verre, procedimiento que aprovecha  para el grabado de técnicas fotográficas.
El éxito le llega a Corot con la Exposición Universal de París de 1855, donde obtiene una medalla de primera clase y Napoleón III adquiere uno de los seis cuadros expuestos para su colección particular. Tres años después, en una subasta en el Hotel Drouot, alcanza importantes cotizaciones y, en el Salón de 1860, su Danza de las Ninfas obtiene un éxito sin precedentes.

## El acabado académico
Existe una gran diferencia entre un cuadro hecho y un cuadro acabado... La mirada  del público está tan acostumbrada a esas piezas brillantes, limpias e industriosamente bruñidas que a Corot siempre se le reprocha que no sabe pintar.

Las reacciones de la crítica ante Manet y los impresionistas también serán de ese orden. La innovación en ambos casos (Corot y los impresionistas) es que la pintura procede de la experiencia y de los sentidos, no de los arquetipos heredados de la tradición. Corot, en ese sentido, introdujo en Francia la estética de lo fragmentario, definida en la pintura de paisaje por los románticos ingleses como Constable.
El clasicismo ofrece paisajes construidos, encuadrados e idealmente representativos de la Naturaleza entendida como un todo universal. Constable o Corot presentan, en cambio, figuras u objetos interrumpidos por el límite del cuadro. Solo son fragmentos de naturaleza recreados por la pintura.

## Corot y los impresionistas
La influencia de Corot fue decisiva en los primeros pasos de Monet, Renoir y Berthe Morisot, así como en toda la obra de Camille Pissarro, aunque no vio con simpatía al impresionismo como grupo, debido a la rebeldía antiinstitucional de sus jóvenes colegas.
Corot aunó la herencia clásica y romántica en el paisaje, sumando a la solidez compositiva de la tradición la frescura de la ejecución al aire libre, la paleta clara y el sentido de lo fragmentario. Sin él, quizás no hubiera sido posible el valor espacial y constructivo que, años después, Cézanne le daría a la pincelada impresionista, poniendo con ello el primer peldaño de la historia de la pintura moderna.
De acuerdo con lo que manifestó Monet, la obra de Corot, junto con la de Boudin y Jongkind, está en el origen del impresionismo.
Y es que puede considerarse que Camille Corot es el precedente más claro de los impresionistas, ya que fue el primero que le dio carta de naturaleza a la pintura al aire libre. La revolución impresionista radicaba precisamente en la fidelidad a la sensación óptica obtenida ante la naturaleza en determinadas condiciones de atmosféricas y de luz. Corot fue el primer pintor que expresó esa sensación en sus cuadros.

## Obras

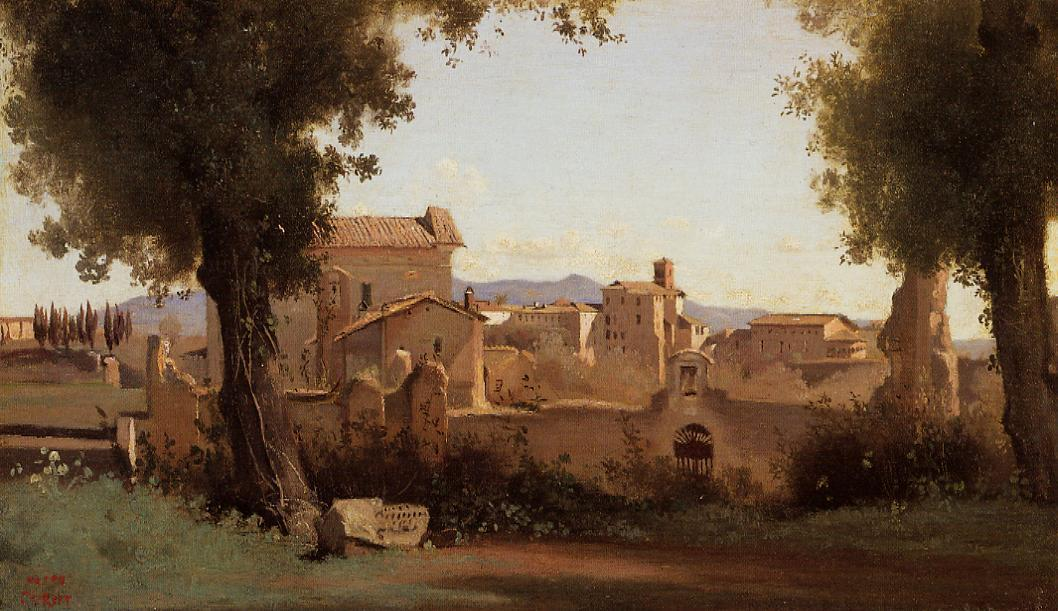
Roma, vista desde los Jardines Farnese (1826), Colección Phillips, Washington, D.C.
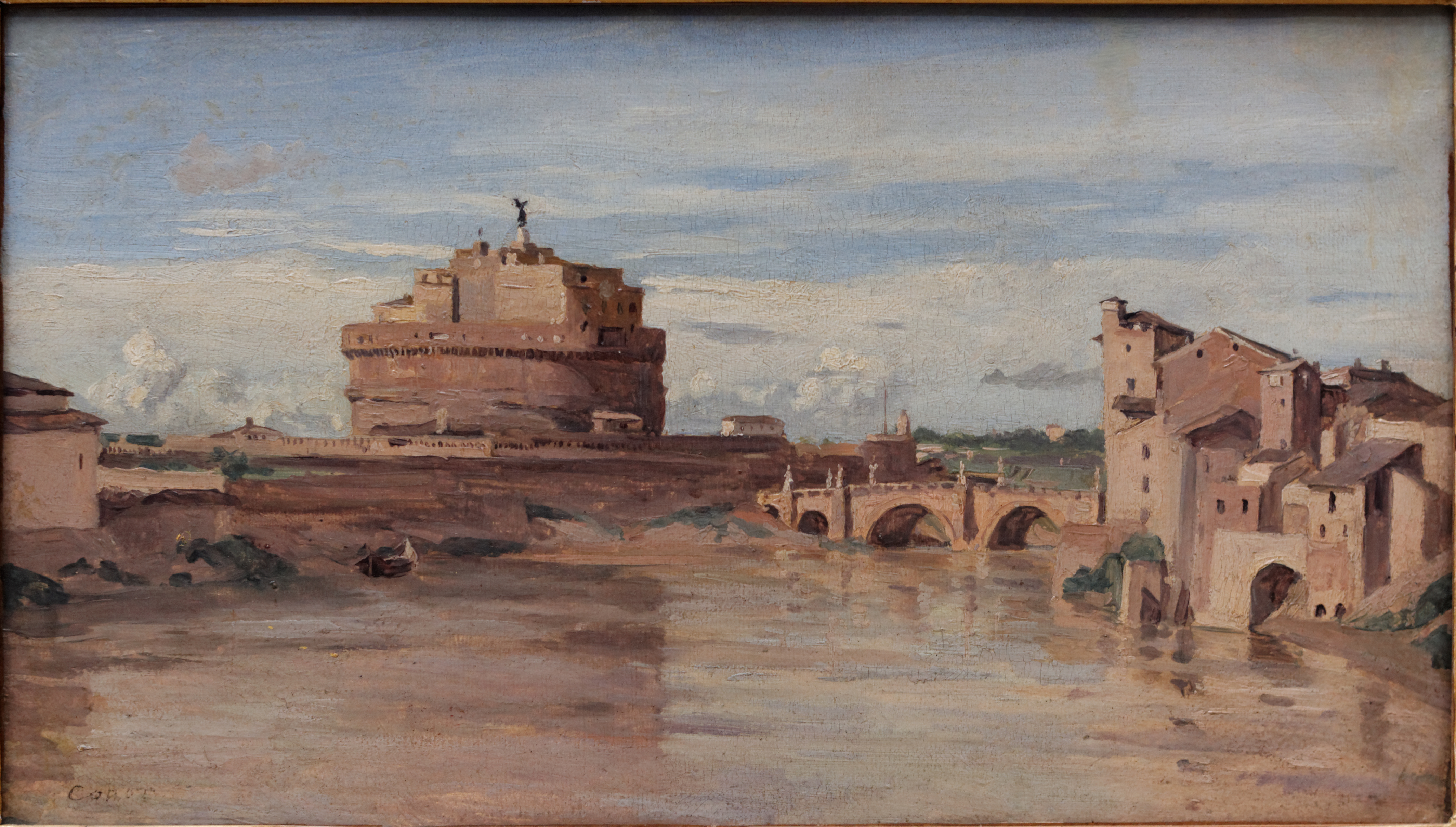
El castillo de Sant'Angelo y el Tíber, Roma (1826-1828), Museo del Louvre, París.
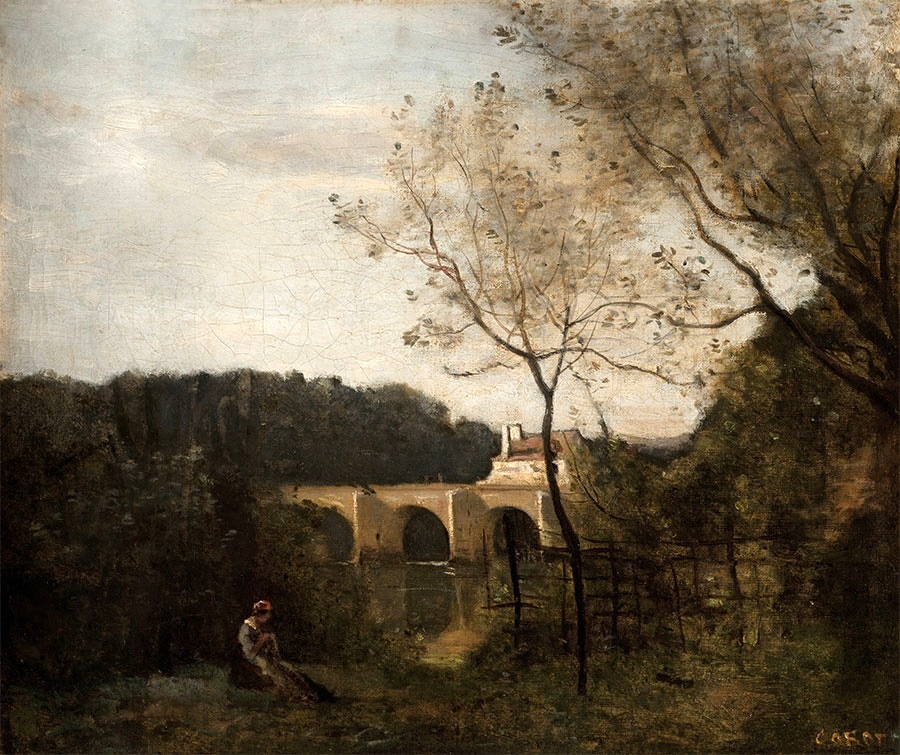
El viejo puente de Mantes (c.1855), Museo Nacional de Bellas Artes de Cuba, La Habana.
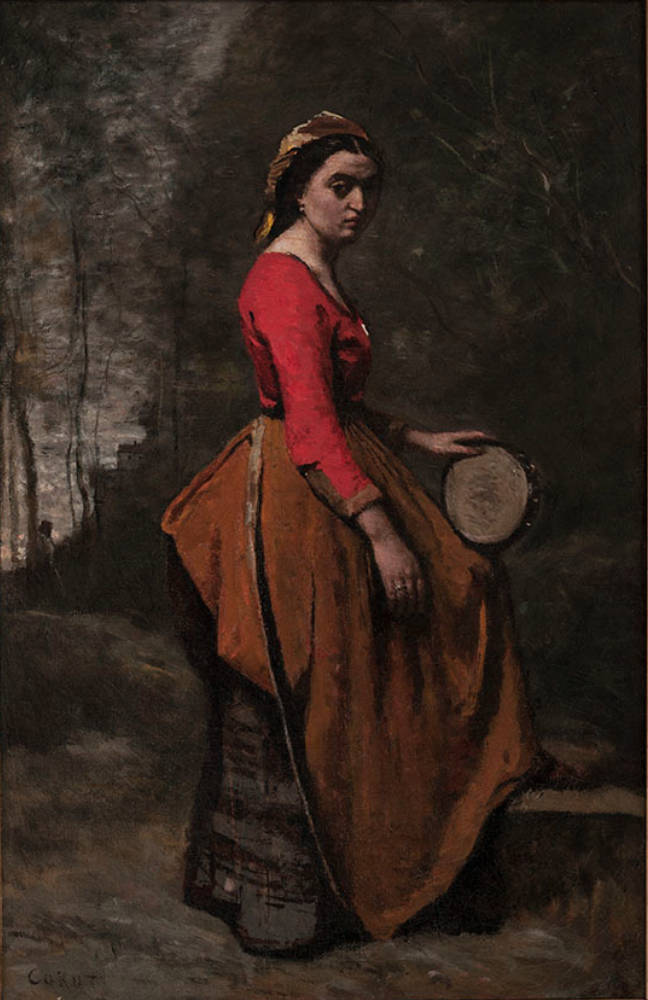
Gitana con pandereta (1862), Museo Botero, Bogotá
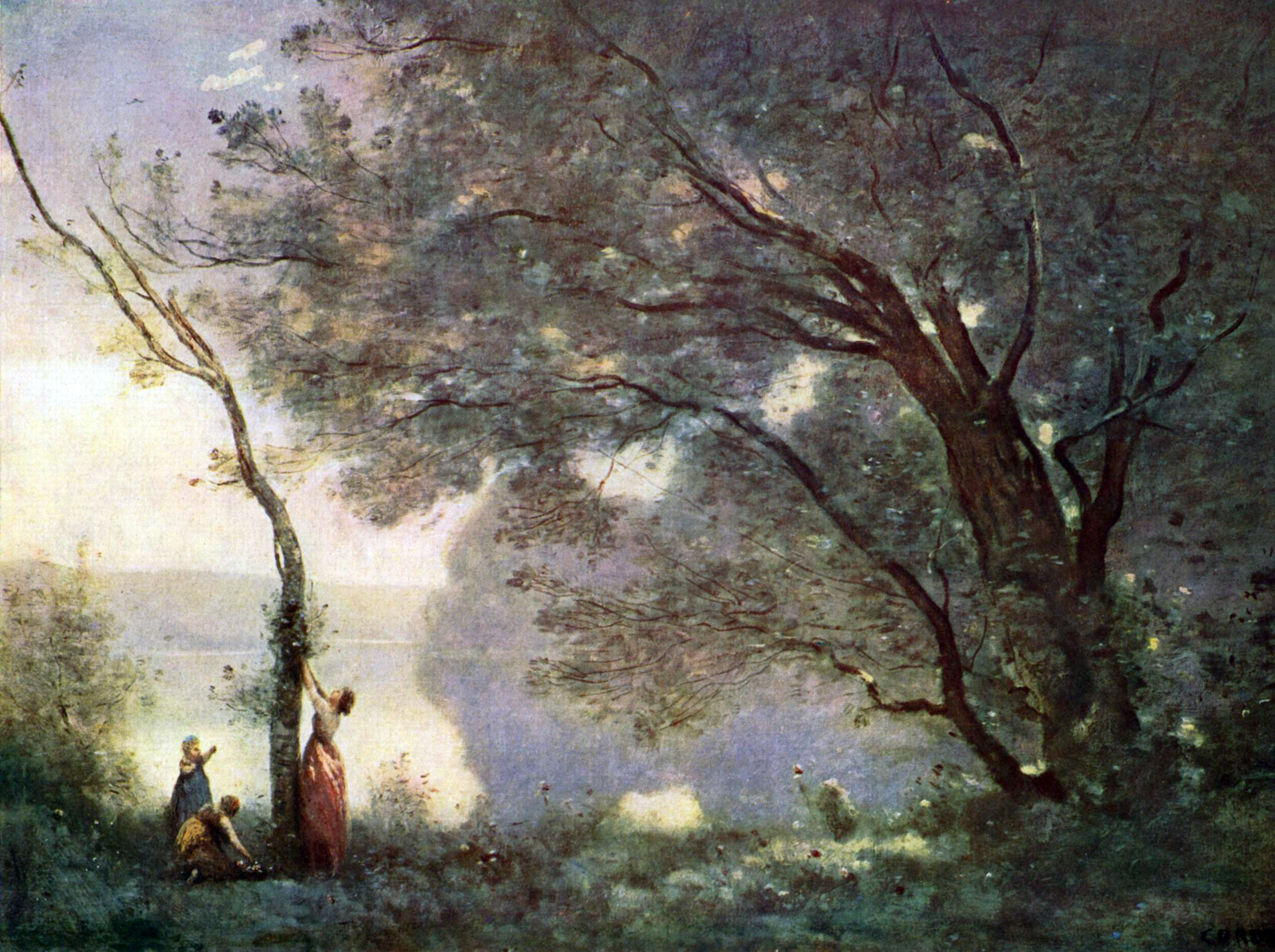
Recuerdo de Mortefontaine (1864), óleo sobre tela, 89 x 65 cm, Museo del Louvre, París.
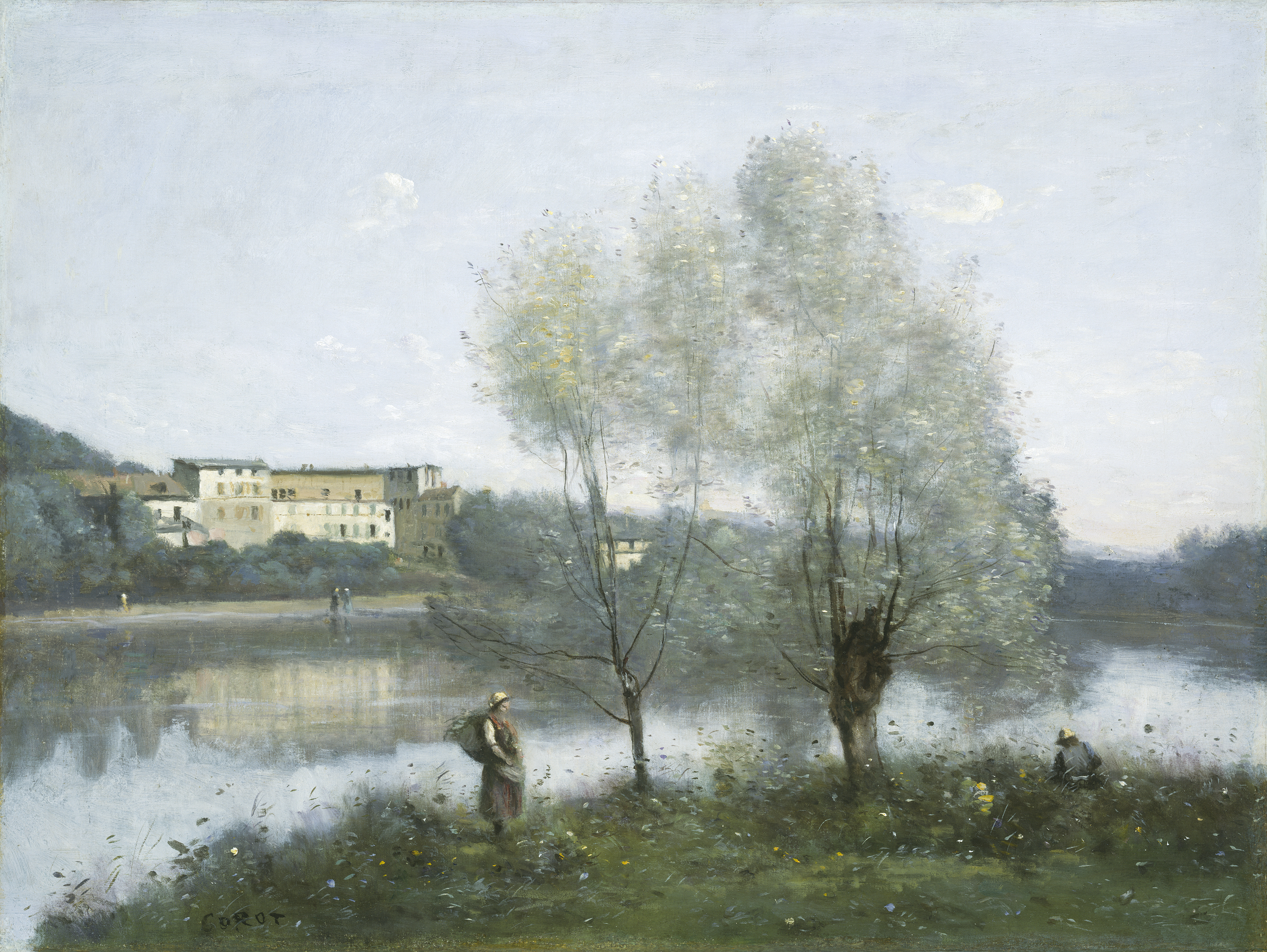
Ville d’Avray (c. 1867), óleo sobre tela, National Gallery of Art, Washington, D.C.
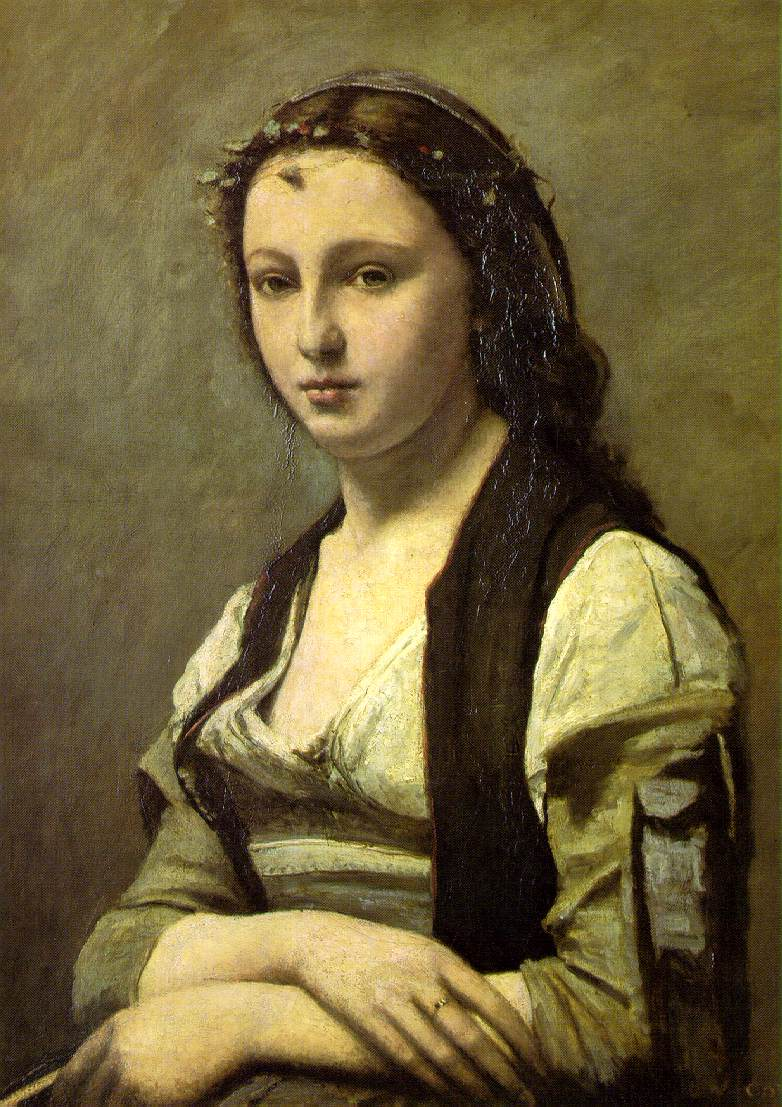
Mujer con una perla (c.1868-1870), Museo del Louvre, París.
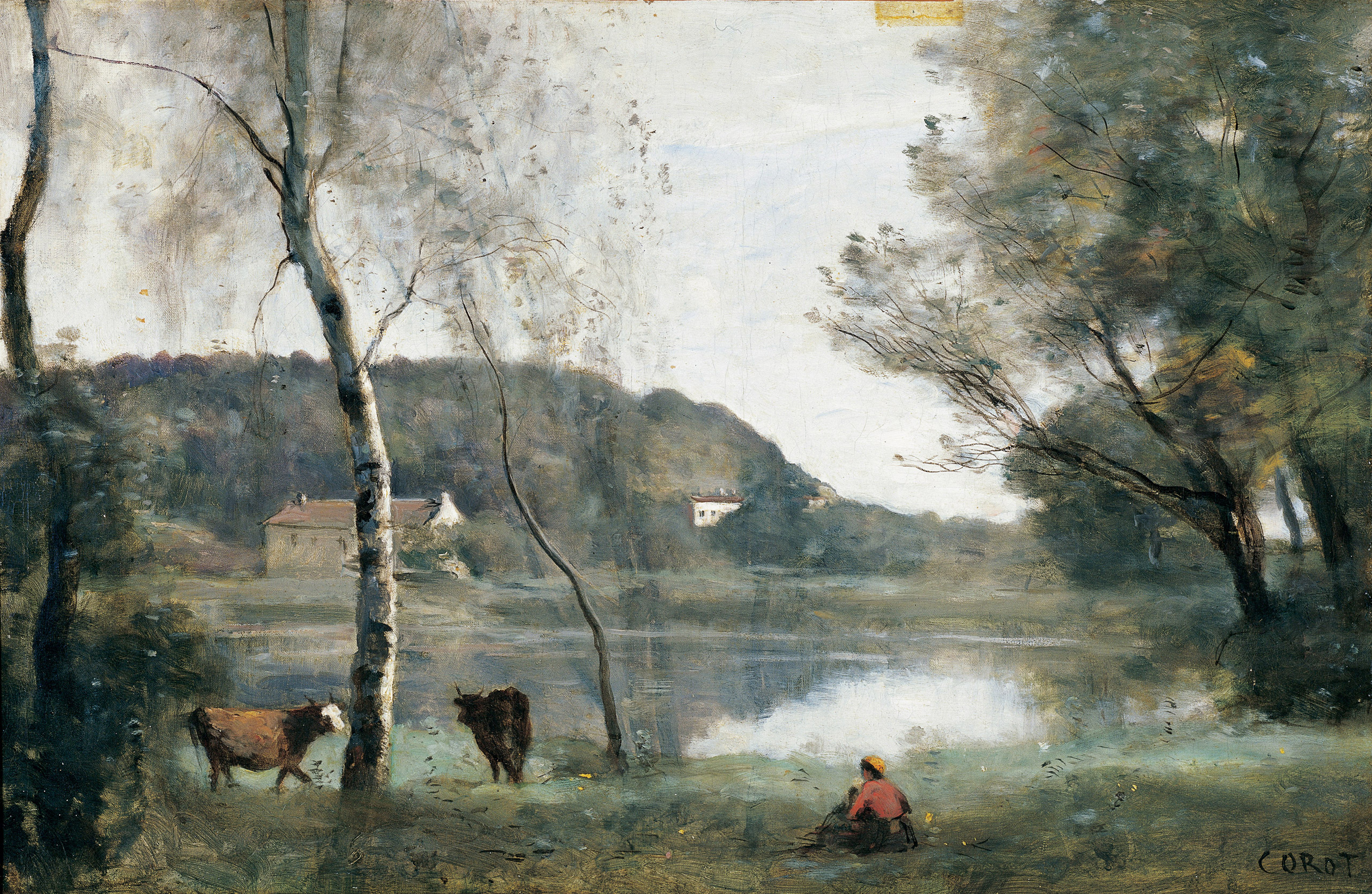
El estanque de Ville-d'Avray (c.1865-1870), Museo Nacional de Bellas Artes, Buenos Aires.
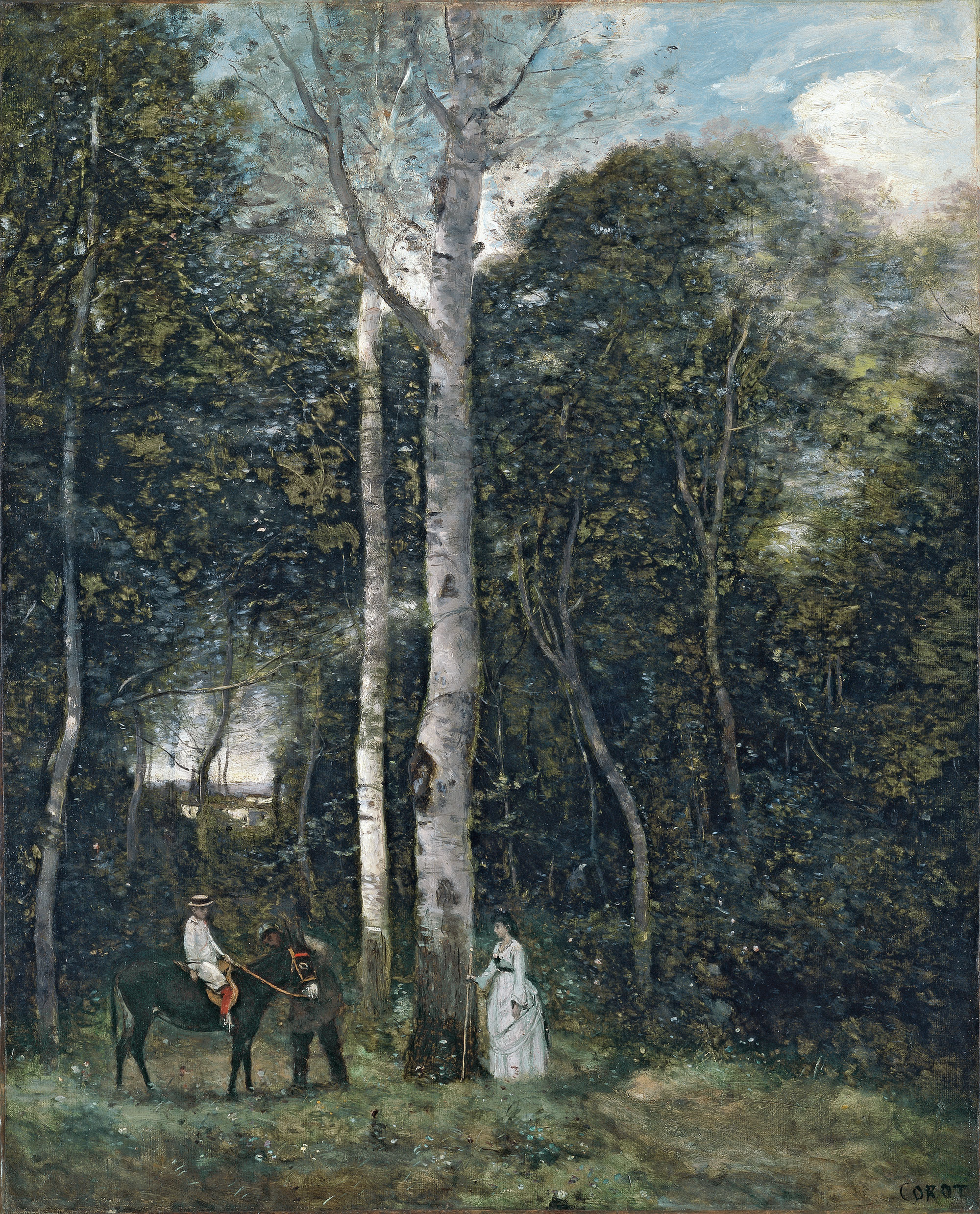
El parque de los Leones en Port-Marly (1872), Museo Thyssen-Bornemisza, Madrid.